# Senatswahl in Haiti 1806
Die Senatswahl in Haiti 1806 fand am 20. November 1806 statt. Es handelte sich um die erste verfassungsgemäße Wahl eines haitianischen Parlaments. Die Wahl galt zunächst der Bestimmung einer verfassungsgebenden Versammlung, die zum Senat der Republik umgewidmet wurde.

## Hintergrund
General Jean-Jacques Dessalines hatte im Jahr 1804 die Unabhängigkeit Haitis ausgerufen und sich am 8. Oktober 1804 selbst zum Kaiser erklärt. Am 17. Oktober 1806 wurde Dessalines im Auftrag von Henri Christophe ermordet, der sich selbst anschließend zum Präsidenten machte.
Christophe kämpfte zunächst zusammen mit Alexandre Pétion für die Stabilisierung Haitis. Zu diesem Zweck setzten sie für den 20. November 1806 die Wahl zu einer Versammlung an, deren erste Aufgabe die Ausarbeitung und Beratung einer neuen Verfassung sein sollte. Während Christophe die Geschicke des Staates lenkte, war Pétion Vorsitzender der Versammlung, die am 18. Dezember 1806 in Port-au-Prince zusammentrat. Der spätere Präsident Jean-Pierre Boyer fungierte als Sekretär an der Seite Pétions. Bereits am 27. Dezember wurde die Verfassung beschlossen und der darin vorgesehene Senat bildete sich aus der Verfassungsversammlung.
Gemäß der neuen Verfassung genoss der Senat eine starke, gänzlich unabhängige Stellung gegenüber dem Präsidenten, der in seinen Machtbefugnissen deutlich beschnitten wurde. Nachdem Christophe diese Regelung realisiert hatte, kam es unmittelbar zu einem gewaltsamen Konflikt zwischen den Akteuren. Die Folge war eine Spaltung des gerade drei Jahre unabhängigen Landes in das Königreich der Haitianer afrikanischen Ursprungs im Norden und die Republik der Kreolen im Süden.